# Чеславський Василь Володимирович
Василь Чеславський (4 січня 1875, м. Прилуки — не раніше 1937) — український військовий діяч. Полковник Російської імператорської армії (1914). Учасник Китайського походу, російсько-японської та Першої світової воєн. Кавалер ордена Святого Георгія 4-го ступеня (1907) та Георгіївської зброї Після Жовтневого перевороту служив в армії УНР, а потім в армії Української держави гетьмана Скоропадського. У 1918 році отримав чин генерального хорунжого. У 1919 році приєднався до Білого руху, служив у Збройних силах Півдня Росії. Емігрував до США. Автор книги «67 боїв 10-го гусар. Інгерманландського полку».

## Життєпис
Василь Чеславський народився 4 січня 1875 року у Прилуках. За віросповіданням був православним. Закінчив Прилуцьку класичну гімназію, після чого, 22 листопада 1893 вступив на службу в Російську імператорську армію. Військову освіту здобув в Одеському піхотному юнкерському училищі з якого був направлений служити до 49-го піхотного Брестського полку. 26 листопада 1897 року був отримав звання поручника зі старшинством з 1 вересня 1897 року. Потім був переведений до 1-го Верхньоудинського козачого полку Забайкальського козачого війська. 9 серпня 1901 року отримав старшинство у чині хорунжого.
Брав участь у китайському поході 1900—1901 років. У чин сотника було здійснено зі старшинством з 1 вересня 1901 року. Був учасником російсько-японської війни 1904—1905 років. 2 листопада 1904 «за відмінність» отримав старшинство в чині під'єсаула. Закінчив Офіцерську кавалерійську школу з оцінкою «відмінно» . 18 червня 1905 року «за відзнаку» отримав старшинство в чині осавула. Протягом двох років і двох місяців був командиром сотні в 1-му Верхньоудинському козацькому полку. У чин Військового Старшини був з старшинством з 26 листопада 1908 року, «за відзнаку». Станом на 1 січня 1909 року служив у чині підполковника у 3-му драгунському Новоросійському полку, на 15 травня 1913 року служив у Приморському драгунському полку. 6 травня 1914 отримав старшинство з присвоєнням у чині полковника, «на вакансію» і був переведений служити в 10-й гусарський Інгерманландський полк.
Брав участь у Першій світовій війні. З 13 липня 1916 року по 19 травня 1917 року обіймав посаду командира 10-го гусарського полку. Станом на 1 серпня 1916 року служив у тому ж чині і обіймав ту саму посаду. У 1917 році був командиром 2-ї бригади 10-ї кавалерійської дивізії.
У 1918 році служив в арміях Української Народної Республіки та Української держави, обійняв посаду командувача 2-ї Волинської кінної дивізії, яка була сформована із службовців 7-ї кавалерійської дивізії Російської імператорської армії. 9 листопада 1918 року Чеславському було присвоєно чин генерального хорунжого. У листопаді-грудні того ж року, будучи командиром офіцерського загону 2-ї кінної дивізії, брав участь у боях проти армії Директорії.
У січні 1919 року приєднався до Білого руху, служив у зведеному загоні Збройних сил Півдня Росії. Зазнав поранення. 8 березня 1920 був евакуйований з Новоросійська на кораблі «Херсон». Емігрував до США. З 1933 по 1937 роки проживав у Чикаго.
1937 року в Чикаго вийшла книга «67 боїв 10-го гусар. Інгерманландського полку».

## Нагороди
Василь Володимирович Чеславський мав такі нагороди:
- Орден Святого Георгія 4-го ступеня (Найвищий наказ від 12 лютого 1907)
— «за бій 07.05.1905, в якому вибив японців із укріпленого села, порубавши до роти піхоти, а при взятті другого села взяв у полон 132 особи»;
- Георгіївська зброя (Найвищий наказ від 24 грудня 1915)
— «за те, що 23 вересня. 1914 р., коли було виявлено поява ворога у значних силах та обхід ним правого флангу дивізії, з власної ініціативи з трьома ескадронами полку відкинув передові частини супротивника і, зайнявши позицію, затримав наступ більш ніж полку ворожої піхоти»
- Орден Святого Володимира 3-го ступеня з мечами (Найвищий наказ від 20 лютого 1915);
- Орден Святого Володимира 4-го ступеня з мечами та бантом (Найвищий наказ від 22 серпня 1904)
- «За відмінності у справах проти японців» ;
- Орден Святої Анни 4-го ступеня (1902);
- Орден Святого Станіслава 2-го ступеня з мечами (Найвищий наказ від 6 жовтня 1904)
- «За відмінності у справах проти японців 19.04.-04.07.1904» ;
- Найвище благовоління (Найвищий наказ від 6 квітня 1915)
- «За відмінності у справах» .